# جواشان دو بيليه
جواشان دو بيليه (بالفرنسية: Joachim du Bellay) شاعر فرنسي، وٌلد في قصر تورمليير في إقليم ماين ولوار بفرنسا عام 1522. تعلم اليونانية واللاتينية والإيطالية في المدرسة الثانوية وتعرف بالشاعر رونسار، أسسا سويًا جماعة البلياد الشعرية. نشر عام 1549 كتاب الدفاع عن اللغة الفرنسية وتبيان فضائلها، الذي كان يعبر عن آرائهم في تلك المرحلة. ويحث ذلك الكتاب على إغناء اللغة الفرنسية بالمفردات وإحياء الكلمات المهملة واستعارة مفردات من لهجات المقاطعات الفرنسية المختلفة، وإدخال المفردات الفنية والمهنية إلى اللغة الأدبية، وابتكار كلمات مركبة من مفردتين شائعتين أو اشتقاق كلمات جديدة من كلمات قديمة أو من مفردات لاتينية أو يونانية، كما يطلب هذا الكتاب إغناء التعبير بالصور البيانية. ومع هذا الكتاب تم نشر مجموعة قصائد استوحاها من بترارك ومدرسته الشعرية.
أُصيب دو بيليه بالصمم في الفترة من عام 1550 حتى عام 1552. قرأ أعمال الكتاب القدامى، ونشر عام 1552 ترجمة شعرية للكتاب الرابع من ملحمة الإنيادة لفرجيليوس ثم أتبعها ابتكارات، مجموعة شعرية يعبر فيها عن أحاسيسه الشخصية. أقام دو بيليه في فرنسا لفترة، حيث جمع مادة مجموعته الآثار القديمة لروما عام 1558. ويصف الأخير الآثار العظيمة السالفة لهذه المدينة، كما تصور الأسى الذي يعتري المشاهد أمام تحول هذه العظمة الحضارية إلى ركام من الحجارة. ونظم قصائد باللاتينية أطلق عليها اسمًا لاتينيًا بويماتا. كما نظم مجموعة من القصائد تحمل الحسرات. ونشر ألعاب ريفية عام 1558 وشاعر البلاط عام 1559، قصيدة طويلة مؤلفة من (148) بيتًا شعرياً نظمها في فرنسا. كان دو بيليه أول من كتب سلسلة من السونيتات بلغة غير الإيطالية. وتُوفي في باريس عام 1560.

## روابط خارجية
- جواشان دو بيليه على موقع الموسوعة البريطانية (الإنجليزية)
- جواشان دو بيليه على موقع ميوزك برينز (الإنجليزية)
- جواشان دو بيليه على موقع إن إن دي بي (الإنجليزية)
- جواشان دو بيليه على موقع ديسكوغز (الإنجليزية)